# Hernâni
Hernâni Jorge Santos Fortes (Lisboa, 20 de agosto de 1991) es un futbolista portugués que juega como centrocampista en la Ferroviária del Campeonato Brasileño de Serie B.

## Trayectoria
Se formó en el Atlético C. P., que tras una breve cesión al S. C. Mirandela, en 2013 firmó por el Vitória Guimarães en el que jugó durante temporada y media.
En enero de 2015 firmó el F. C. Oporto, que durante la temporada 2015-16 lo cedió al Olympiacos F. C. Con este equipo ganó una Superliga de Grecia.
A su regreso de Grecia volvió al Vitória Guimarães antes de asentarse definitivamente en el F. C. Oporto, añadiendo a su palmarés un título de la Primeira Liga y la Supercopa lusa.
En julio de 2019 firmó por el Levante U. D. por tres temporadas al término de su contrato. En octubre de 2020 fue cedido al Al-Wehda Club de la Liga Profesional Saudí para disputar la temporada 2020-21. Tras la misma acabó regresando al conjunto granota, que el 26 de octubre de 2021 anunció la rescisión de su contrato.
Siguió jugando en España, ya que el 27 de diciembre firmó por la Unión Deportiva Las Palmas para lo que quedaba de temporada, renovando automáticamente en caso de que el equipo lograse el ascenso a Primera División. Esto no sucedió y quedó libre, regresando a Portugal después de fichar por el Rio Ave F. C. en agosto de 2022. Allí estuvo hasta enero de 2024 y se marchó a Arabia Saudita para jugar en el Al-Najma S. C.
El 29 de agosto de 2024 se unió al N. K. Osijek croata por una temporada. Cuando esta finalizó quedó libre y en julio de 2025 se marchó a Brasil para jugar en la Ferroviária.

## Clubes
| Club                       | País           | Año       |
| -------------------------- | -------------- | --------- |
| Atlético C. P.             | Portugal       | 2010-2013 |
| S. C. Mirandela (cedido)   | Portugal       | 2012      |
| Vitória Guimarães          | Portugal       | 2013-2015 |
| F. C. Oporto               | Portugal       | 2015-2019 |
| Olympiacos F. C. (cedido)  | Grecia         | 2015-2016 |
| Vitória Guimarães (cedido) | Portugal       | 2016-2017 |
| Levante U. D.              | España         | 2019-2021 |
| Al-Wehda Club (cedido)     | Arabia Saudita | 2020-2021 |
| U. D. Las Palmas           | España         | 2022      |
| Rio Ave F. C.              | Portugal       | 2022-2024 |
| Al-Najma S. C.             | Arabia Saudita | 2024      |
| N. K. Osijek               | Croacia        | 2024-2025 |
| Ferroviária                | Brasil         | 2025-     |

## Palmarés

### Títulos nacionales
| Título                | Club             | País     | Año  |
| --------------------- | ---------------- | -------- | ---- |
| Superliga de Grecia   | Olympiacos F. C. | Grecia   | 2016 |
| Primeira Liga         | F. C. Oporto     | Portugal | 2018 |
| Supercopa de Portugal | F. C. Oporto     | Portugal | 2018 |